# Macroropica
Macroropica is een kevergeslacht uit de familie van de boktorren (Cerambycidae). De wetenschappelijke naam van het geslacht werd voor het eerst geldig gepubliceerd in 1947 door Breuning.

## Soorten
Macroropica is monotypisch en omvat slechts de volgende soort:
- Macroropica celebensis Breuning, 1947